# قلعه جنگل
قلعه جنگل مربوط به دوران‌های تاریخی پس از اسلام است و در شهرستان سروآباد، بخش اورامان تخت، روستای سرپیر واقع شده و این اثر در تاریخ ۱۹ مرداد ۱۳۸۴ با شمارهٔ ثبت ۱۲۸۱۰ به‌عنوان یکی از آثار ملی ایران به ثبت رسیده است.